# 안쪽돌림 (해부학)
안쪽돌림(internal rotation, intorsion, medial rotation) 또는 내회전은 신체 중심을 향하여 회전운동을 한다는 의미의 해부학 용어이다. 이러한 운동을 하는 근육을 내회전근(internal rotator)이라 한다.

## 내회전근 목록
- 어깨의 팔/상완골(humerus)의 내회전근
  - 삼각근(Deltoid)의 전방부위(Anterior part)[2]
  - 견갑하근(Subscapularis)[2]
  - 대원근(Teres major)[2]
  - 광배근(Latissimus dorsi)[2]
  - 대흉근(Pectoralis major)[2]
- 엉덩이 허벅지/대퇴근(femur)의 내회전근[3]
  - 대퇴근막장근(Tensor fasciae latae)
  - 소둔근(Gluteus minimus)
  - 중둔근(Gluteus medius) 전방섬유(anterior fiber)
  - 장내전근(Adductor longus)과 단내전근(Adductor brevis)
- 무릎 다리 내회전근[4]
  - 슬와근(Popliteus)
  - 반막양근(Semimembranosus)
  - 반건형근(Semitendinosus)
  - 봉공근(Sartorius)
- 안구 내회전근(intorsion 혹은 incyclotorsion)[5]
  - 상직근(Superior rectus muscle)
  - 상사근(Superior oblique muscle)

## 같이 보기
- 바깥돌림
- 모음
- 벌림